# Akkar Survey Project
Akkar Survey Project – archeologiczne badania powierzchniowe prowadzone przez Centrum Archeologii Śródziemnomorskiej UW na terenie prowincji Akkar (dystrykt Kada Akkar) w północnym Libanie. Obszar ten położony jest w centralnej części tzw. Żyznego Półksiężyca. Kierownikiem projektu jest dr Zuzanna Wygnańska z CAŚ UW. Pierwszy sezon badań odbył się w 2018 roku.

## Badania
Prowincja Akkar to jeden z najważniejszych obszarów łączących Syrię i Mezopotamię z wybrzeżem śródziemnomorskim. Region ten zapewnia zarazem bardzo dogodne warunki naturalne dla osadnictwa i rolnictwa. Do tej pory zbadano głównie nadmorski pas nizinny prowincji, celem projektu CAŚ UW jest zadokumentowanie śladów osadnictwa w obszarze płaskowyżu. Bardzo mało wiadomo na temat Akkar w epoce brązu. Prowincja ta jest natomiast wspominana w źródłach pisanych późnego okresu epoki brązu jako terytorium rywalizacji między Egiptem i imperium Hetytów. Podczas rekonesansu archeologicznego przeprowadzonego w 2018 roku misja CAŚ UW zlokalizowała 29 stanowisk.

## Najważniejsze odkrycia
Odkryto między innymi kilkanaście grobów megalitycznych oraz dwie dużych rozmiarów budowle typu „broad room” z apsydą – datowanych na wczesny brąz I (druga połowa IV tys. p.n.e.). Do tej pory wiadomo było o kilkudziesięciu takich grobowcach, interpretowanych jako miejsca pochówku ludności nomadycznej. Wykonano je z kilkusetkilogramowych, nieobrobionych głazów. Najbardziej sensacyjnym odkryciem było powiązanie tych budowli z głazami zdobionymi rytami z motywem węża sugerującymi kultowe przeznaczenie, być może związane z kultem funeralnym. Ponadto namierzono budowle o charakterze obronnym, kamieniołom, sanktuarium i pozostałości architektury mieszkalnej z okresów od początków naszej ery po XVIII wiek n.e.